# منت-راس
منت-راس (به اسپانیایی: Mont-ras) یک شهرستان در اسپانیا است که در استان خرنا واقع شده‌است.

## خصوصیات
منت-راس ۱۲٫۳۱ کیلومترمربع مساحت دارد ۸۸ متر بالاتر از سطح دریا واقع شده‌است.